# Simplicia brevicosta
Simplicia brevicosta là một loài bướm đêm trong họ Noctuidae.